# 池田嘉宏
池田 嘉宏（いけだ よしひろ、1962年 7月15日 - ）は、日本の実業家、岡三証券代表取締役社長、岡三オンライン証券取締役社長。

## 経歴
経歴は以下の通りである

。
- 1986年3月 - 関西大学商学部卒業
- 1993年4月 - 岡三証券（現 岡三証券グループ）入社
- 2004年4月 - 岡三証券金融法人第二部長
- 2006年1月 - 岡三オンライン証券取締役社長
- 2022年6月 - 岡三証券代表取締役社長

※岡三証券は2003年10月1日に持株会社体制に移行しており、それ以前の社内歴については旧岡三証券（現岡三証券グループ）の略歴を記載。